# Comuna de Rozogi
Rozogi (polaco: Gmina Rozogi) é uma gminy (comuna) na Polónia, na voivodia de Vármia-Masúria e no condado de Szczycieński. A sede do condado é a cidade de Rozogi.
De acordo com os censos de 2004, a comuna tem 5612 habitantes, com uma densidade 25,1 hab/km².

## Área
Estende-se por uma área de 223,95 km², incluindo:
- área agricola: 53%
- área florestal: 41%

## Demografia
Dados de 30 de Junho 2004:
|                      | Total   | Total | Mulheres | Mulheres | Homens  | Homens |
| -------------------- | ------- | ----- | -------- | -------- | ------- | ------ |
|                      | pessoas | %     | pessoas  | %        | pessoas | %      |
| População            | 5612    | 100   | 2743     | 48,9     | 2869    | 51,1   |
| Densidade (pop./km²) | 25,1    | 100   | 12,2     | 12,2     | 12,8    | 12,8   |

De acordo com dados de 2002, o rendimento médio per capita ascendia a 1659,73 zł.

## Subdivisões
- Borki Rozowskie, Dąbrowy, Faryny, Klon, Kowalik, Kwiatuszki Wielkie, Łuka, Orzeszki, Rozogi, Spaliny Wielkie, Wilamowo, Występ, Zawojki.

## Comunas vizinhas
- Czarnia, Łyse, Myszyniec, Pisz, Ruciane-Nida, Szczytno, Świętajno, Wielbark